# 闽南狼PYC
陳柏源（1999年7月26日—），艺名閩南狼PYC，是臺灣臺中市出身的创作饒舌歌手、網路红人、及YouTuber。創作有《中國老總》、《厲害了我的國》、《罷免進行曲》、《福建舰，福建见》、《求你快點打》、《反攻大陸》等歌曲。

## 經歷

### 海外學生時期
陈柏源13國中时被其家人送至河南省嵩山少林寺習武。
2018年在美国就读高中时遭受种族歧视，他反思後認爲，他被歧視是由於中華人民共和國「整天在國際社會上丟臉」。同年，報考中華人民共和國华侨大学法學院。
2022年以華僑大學法學院學生身分在海峽論壇受訪時表示：「我是台灣土生土長的中國人。2018年考取位於福建泉州的華僑大學後，我才發現泉州這裡的人和台灣人的生活習性很相似，一樣都拜關公、媽祖，一樣都講閩南話，甚至連去KTV唱的歌也和台灣一樣。」他呼籲更多台青一起參與，一起推動兩岸交流。 「大陸是祖輩生活過的地方，在中華民族偉大復興道路上，台青一定要好好積極響應，參與交流，一起為偉大的複興努力。唯有國家強大，所有中國人出去才不會被欺負。
2024年，他自稱「習近平思想概論爲必修課，感覺像進集中營」。

### 音樂創作時期
2022年3月陳柏源和朋友創作的《全閩抗疫》火爆出圈，推出十二小時後點擊量即已破百萬，更獲國台辦發言人朱鳳蓮於月底的例行新聞發佈會上公開表揚。
2024年5月30日，陳柏源与旗下的音乐厂牌「闽狼本色」因为劳资争议拒绝履行法律义务，而被福建省泉州市丰泽区人民法院列为失信被执行人。陈柏源事后在访谈视频中稱，他在中國大陆的公司被「台聯會會長兒子」等其他投资人掏空挖角，以及被中國大陆网民“抹黑”為「台獨」，才讓他「幡然醒悟」，又稱「問題在於政治制度、民主與專制的不同」。

### 返台期間
2024年12月6日，臺灣網紅八炯發布与陳柏源合作拍摄的影片《中國統戰紀錄片》，其中指控中华人民共和国政府與中國共產黨「利誘、收買」台湾特定網紅舔共、對臺灣人進行統戰、攻擊臺灣自由民主制度與民主進步黨政府，曝光中共大外宣的諸多虛偽不實及近來經費比較緊。
陳柏源在決定與反共網紅八炯合作揭露中共統戰手法之前，曾多次前往台灣各大宮廟擲筊請示，並透過聖筊獲得神明的指引。每座宮廟的神明均以聖筊明示，他應該走上反共之路。在最終決定聯絡八炯前，他更是連續獲得六個聖筊，進一步堅定了他的信念。他表示，這些神明的指示在他感到迷茫時帶來了信心，最終促使他與八炯合作拍攝影片，揭露中共對台灣的統戰策略。
12月7日，陳在中國大陸的社交媒體賬號被封禁。同日，出現在影片中的跆拳道教練李東憲回應稱是被設局，抨擊陳柏源掐頭去尾截取錄音內容，故意歪曲事實，只為在台灣謀取利益。被點名的網紅之一鍾明軒在Threads平台上回應，稱其製作並發布的旅遊影片均係個人出資，並對此類無端指責表達不滿，直指某些人「有人不講求證據，隨便往我頭上扣帽子」。
12月10日，被點名的網紅之一寒國人回應称影片都是經過剪接，呼籲公開原始影片資料，看看是誰在說謊。並稱影片的作法是想透過設局、套話的方式給鍾明軒等網紅扣帽子。
12月11日，中共中央台湾工作办公室發言人朱凤莲對此回應稱相關视频是操弄“认知作战”。同日，陳柏源前隊友Jvlin在其自创作的歌曲中暗示其在中国大陆时存在私德问题。
曾為中國共產黨統戰樣板的陳柏源表示，回台灣服兵役後逐漸清醒，意識到民主、自由、人權的重要性，不願意協助中國共產黨洗腦家鄉人民。他對臺灣人喊話稱不要相信對岸的甜言蜜語，呼籲團結對抗中國大陸，以守護台灣。他指責中國共產黨才是「境外勢力、馬列子孫」，並稱「推翻帝制，推翻馬列思想，推翻共產主義，這才是中華兒女」。自許也呼籲大家「應挺身而出，集結所有反共勢力、民主陣營的力量，凝聚眾人意識，一起推翻專制獨裁政權」。陳柏源說他主動找八炯做「統戰記錄片」的使命是「推翻共產黨」。
2025年8月6日，陳柏源自爆先前發布的《中國統戰紀錄片》中存在未經證實的資訊，並指控八炯透過惡意剪輯陷害網紅鍾明軒。